# Christophe de Wurtemberg
Pour les articles homonymes, voir Christophe Ier.
Christophe (12 mai 1515, Bad Urach – 28 décembre 1568, Stuttgart), aussi appelé Christophe Ier, est duc de Wurtemberg de 1550 à sa mort, et comte de Montbéliard en 1550-1553.
Fils unique du duc Ulrich et de Sabine de Bavière, élevé à la cour impériale d'Autriche. 
À la demande de son père, Christophe est au service du roi François Ier de France de 1534 jusqu'à 1542. Il même sert dans l'armée française comme capitaine en Savoie.
Il administre le comté de Montbéliard pour son père à partir de 1542, en remplacement de son oncle Georges Ier (parti pour incompatibilité d'humeur avec son frère). Il y règne jusqu'en 1553, année où il le rend à Georges Ier. Entre-temps, la mort de son père l'a fait duc de Wurtemberg.
À Montbéliard, il met fin à « l'Intérim » (abolition de la messe et des cérémonies catholiques) imposé par l'empereur Charles Quint.

## Descendance
En 1544, Christophe épouse Anne-Marie de Brandebourg-Ansbach (28 décembre 1526 – 20 mai 1589), fille du margrave Georges de Brandebourg-Ansbach. Ils ont douze enfants :
- Eberhard (7 janvier 1545 – 2 mai 1568) ;
- Edwige (15 mai 1547 – 4 mars 1590), épouse en 1563 le landgrave Louis IV de Hesse-Marbourg ;
- Élisabeth (3 mars 1548 – 28 février 1592), épouse le comte Georges-Ernest de Henneberg-Schleusingen, puis en 1586 le comte palatin Georges-Gustave de Palatinat-Veldenz ;
- Sabine de Wurtemberg (2 juillet 1549 – 17 août 1582), épouse en 1566 le landgrave Guillaume IV de Hesse-Cassel ;
- Émilie (19 août 1550 – 4 juin 1589), épouse en 1578 le comte palatin Richard de Palatinat-Simmern ;
- Éléonore (de) (22 mars 1552 – 12 janvier 1618), épouse en 1571 le prince Joachim-Ernest d'Anhalt, puis en 1589 le landgrave Georges Ier de Hesse-Darmstadt ;
- Louis (1er janvier 1554 – 8 août 1593), duc de Wurtemberg ;
- Maximilien (27 août 1556 – 17 mars 1557) ;
- Ulrich (mai 1558 – 7 juillet 1558) ;
- Dorothée-Marie (3 septembre 1559 – 23 mars 1639), épouse en 1582 le comte Othon des Deux-Ponts ;
- Anne de Wurtemberg (12 juin 1561 – 7 juillet 1616), épouse en 1582 le duc Jean-Georges d'Oława, puis en 1594 le duc Frédéric IV de Legnica ;
- Sophie (20 novembre 1563 – 21 juillet 1590), épouse en 1583 le duc Frédéric-Guillaume Ier de Saxe-Weimar.